# Сан-Жуакин-да-Барра
Сан-Жуакин-да-Барра (порт. São Joaquim da Barra)  —  муниципалитет в Бразилии, входит в штат Сан-Паулу. Составная часть мезорегиона Рибейран-Прету. Входит в экономико-статистический  микрорегион Сан-Жуакин-да-Барра. Население составляет 45 743 человека на 2006 год. Занимает площадь 412,271 км². Плотность населения — 111,0 чел./км².

## История
Город основан 30 мая 1898 года. 

## Статистика
- Валовой внутренний продукт на 2003 составляет 402.124.562,00 реалов (данные: Бразильский институт географии и статистики).
- Валовой внутренний продукт на душу населения на 2003 составляет 9.173,18 реалов (данные: Бразильский институт географии и статистики).
- Индекс развития человеческого потенциала на 2000 составляет 0,810 (данные: Программа развития ООН).

## География
Климат местности: тропическая полупустыня. В соответствии с классификацией Кёппена, климат относится к категории Verão 30 35°, Inverno 15 10°.